# Sega (Musik)

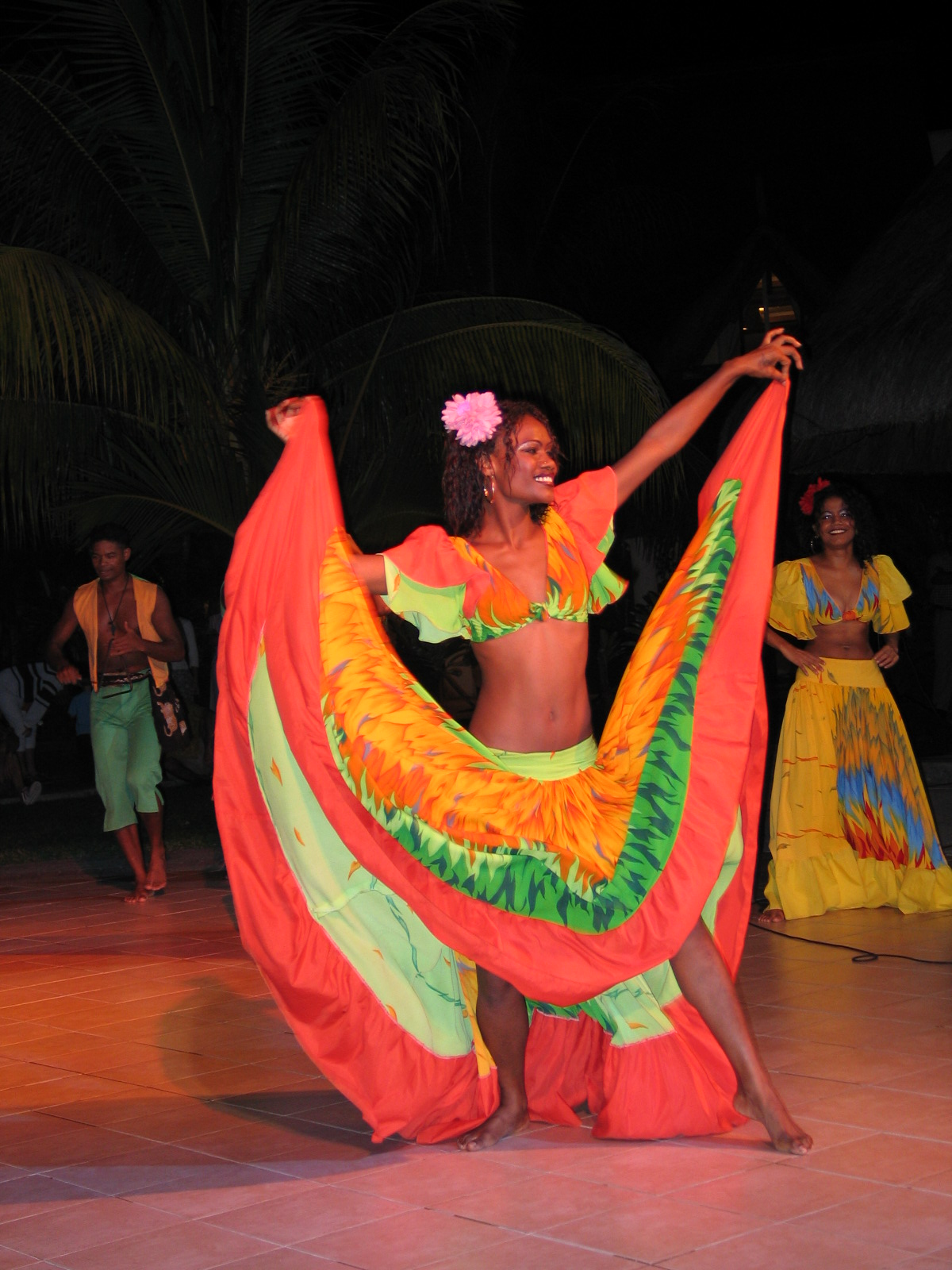
Sega-Tänzerin auf Mauritius

Sega (französisch Séga) ist ein Tanzmusikstil, der auf den Inseln Mauritius und Réunion (die Maskarenen) sowie auf den Seychellen verbreitet ist. Er entstand aus der traditionellen Volksmusik von Mauritius und Réunion mit Einflüssen europäischer Tanzmusik wie Polka oder Quadrille. Sega wird in der modernen Variante auch mit anderen Genres gemischt, zum Beispiel mit Reggae oder Jazz.
Die Sega-Musik stammt ursprünglich aus den Maskarenen. Mittlerweile ist sie auch auf anderen Inseln verbreitet, da sich diese Musikform sehr stark in der Region des Indischen Ozeans ausbreitet.

## Herkunft
Sega entstand im 18. Jahrhundert auf den Inseln im westlichen Indischen Ozean, als Vermischung von europäischer und afrikanischer Kultur. Traditionelle Musikinstrumente sind die Rahmentrommel ravanne, die Floßrassel maravanne, der Triangel und der Musikbogen bobre. Ursprünglich handelte es sich um improvisierte Musik, die mit starken, emotionalen Elementen das Leiden einer versklavten Bevölkerung ausdrücken soll. Sie wurde auch als Trauermusik und für die traditionelle Teufelsaustreibung verwendet. Sega wird meist als typisch mauritisch angesehen.

## Moderne Formen
Obwohl es hauptsächlich réunionesische und mauritische Musik ist, ist die Sega-Musik auch auf den Seychellen, den Komoren, Mayotte, der Insel Rodrigues und Teilen der Küste von Madagaskar verbreitet.
Seggae ist eine Kombination von Sega und Reggae, einer jamaikanischen Musikart, die in den Ursprungsregionen des Sega bekannt ist. Seggae-Musiker sind zum Beispiel Ras Natty Baby und Sonny Morgan sowie der verstorbene Sänger Kaya.

## Variationen der einzelnen Inseln
Auf der Insel Réunion wird neben Sega ein langsameres Tanzmusikgenre, Maloya, gespielt, das nicht identisch zu Sega ist. Auf Mauritius wird Sega Ravenne gespielt, im Gegensatz zu Maloya mit einem wesentlich stärker hervorgehobenen Bass. Auf Rodrigues ist der Sega Tambour (oder segakordeon) verbreitet, der, verglichen mit den anderen Varianten deutlich schneller ist. Sega Tambour wird meistens von Frauen gesungen, wobei nur ein Paar tanzt, begleitet mit Klatschen oder improvisierten Schlaginstrumenten, wie Tischbeinen oder Gläsern. Seychellischer Sega wird Moutia genannt, ist ähnlich dem Sega der Réunion. Die seychellische Musik ist stark von westlichen Balladen und besonders Country-Musik beeinflusst.
Im Jahr 2014 wurde der Sega in die UNESCO-Liste des Immateriellen Kulturerbes aufgenommen, 2017 folgte Sega tambour von Rodrigues.